# Esther Bigeou
Esther Bigeou (New Orleans, rond 1895 – aldaar, rond 1936) was een Amerikaanse vaudeville- en blueszangeres.

## Biografie
Esther Bigeou was een nicht van jazzdrummer Paul Barbarin, met wie ze vanaf haar jeugd en tijdens de jaren 1920 in New Orleans optrad. Ze werd bekend als zangeres in de muziekrevue Broadway Rastus, die werd uitgevoerd in Philadelphia (Pennsylvania) en in 1917 in New York. Na het succes van Mamie Smith met haar plaat Crazy Blues kreeg Bigeou in 1921 de kans om enkele bluesnummers op te nemen, zoals de St. Louis Blues en Memphis Blues, voor OKeh Records. In maart 1923 werden verdere opnamen gemaakt met de Rickett's Stars als ondersteunende band (Aggravatin' Papa (Don't You Try to Two-time Me), OKeh Records 8053). In december 1923 werd ze vergezeld door Armand J. Piron's New Orleans Orchestra (West Indies Blues) en pianist Clarence Williams. Ze werkte ook als songwriter, ze schreef o.a. Panama Limited Blues op de muziek van Maceo Pinkard. Ze ging op tournee tijdens de jaren 1920, maar verliet toen de muziekbusiness en keerde terug naar haar geboortestad in 1930. In haar zangstijl is Bigeou meer een vaudeville dan een pure blues- en jazz-zangeres. Ze was kortstondig getrouwd met de vaudeville-cabaretier en theaterproducent Irvin(g) Miller (1884-1967).

## Overlijden
Esther Bigeou overleed in 1936 op 41-jarige leeftijd.

## Discografie
- Complete Recorded Works 1921–1923 (Document)

- Library of Congress Control Number: no98018801
- MusicBrainz: 401fa4c5-7ec7-4ea2-af0e-89d53e2295f7
- Virtual International Authority File: 14382425
- WorldCat: E39PBJgxtPJDgRWXbBm9Hmmcfq